# Кавана, Дэниел
Дэниел Кавана (англ. Daniel Cavanagh; род. 6 октября 1972, Ливерпуль, Англия) — гитарист британской прогрессив-рок-группы «Anathema». В группе находится с момента её основания. В 2002 году Дэниел заявил о своих намерениях покинуть её и присоединиться к «Antimatter», но вскоре передумал. На A Natural Disaster, вышедшем вскоре после этих событий, большая часть материала написана именно им.
Дэниел работал с такими проектами как «Leafblade» и «Antimatter». Также в 2005 году вышел его сольный трибьют-альбом под названием «A Place To Be», состоящий из каверов на песни Ника Дрейка. Музыкант дал немало сольных концертов (в том числе и в России), где помимо композиций с «A Place To Be» звучали песни «Anathema», «Pink Floyd» и других коллективов.
Является старшим братом двух других музыкантов Anathema, близнецов Винсента Кавана и Джейми Кавана.